# イリヤ・ニコラエヴィチ・ウリヤノフ
イリヤ・ニコラエヴィチ・ウリヤノフ（Илья Николаевич Ульянов、ラテン文字表記の例:Ilya Nikolayevich Ulyanov 1831年7月31日 - 1886年1月24日）は、北カフカス出身の物理学者。平民出身であったが物理教師として教育面で顕著な功績を挙げ、晩年にロシア帝国により貴族へ列せられた。しかし本人は熱心な共和主義者であり、農奴制や貴族制度に嫌悪感を抱いていた。
ロシア革命の指導者となるウラジーミル・レーニンことウラジーミル・イリイチ・ウリヤノフの父として知られ、「レーニンの父」としても敬意を抱かれていた。

## 生涯

### 教育家
1831年7月31日、北カフカスのアストラハン市でニコライ・ヴァシリエヴィチ・ウリヤノフ（1770年 ‐ 1838年）と、アンナ・アレクセイエウァナ・スミルノワの子として生まれる。父はチュヴァシ系解放農奴出身であり、母はカルムイク人（ロシアに移住したテュルク人の末裔）だった。
1854年にカザン大学を卒業して数学と物理学の学位を取得、卒業後は物理教師として教育活動に従事した。1850年代から60年代にかけては上流階級向けのギムナジウムや女学校などで物理学を教えていた他、ニコライ・ロバチェフスキーの同僚としてドヴォリャンスキー学院で教鞭をとっていた時期もある。1869年、帝国政府からウリヤノフスク郡（当時はシンビルスク郡）における公立学校の監督官に任命されている。1874年には総監に格上げされ、1886年まで同地方における教育政策の責任者であった。1882年、教育分野における長年の功績を讃えられ、ロシア帝国政府は帝国政府官職におけるニコラエヴィチの階級を第四位に相当する市民評議員（Actual Civil Councilor）へと格上げし、聖ウラジーミル勲章（第三等級）と名誉貴族の称号を与えた。
私生活では同じ学校教師で、スウェーデン系ロシア人の改宗ユダヤ教徒であったマリア・アレクサンドロヴナ・ブランク（1835年 - 1916年）と結婚してアレクサンドル、ウラジーミル、ニコライ、ドミトリー、アンナ、オルガ、オルガ、マリアの4男4女を儲け、3男2女が成人した。しかし、後世に子孫（つまり、イリヤの子孫）を残したのは四男のドミトリーだけである。
1886年に脳出血のため急死し、長男アレクサンドルの処刑、次男ウラジーミル（レーニン）の逮捕など、以降家族の命運は大きく暗転することとなる。

### 自由主義者
ニコラエヴィチは学者や教育家として優れた資質を持った人物であったが、同時に近代的な教育制度の確立を目指した自由主義者でもあった。彼は国籍や階級、宗教、民族、性別による教育機会の格差に反対して、誰でも意欲があれば学問を学べる様に政府へ働きかけた。一部の歴史家は「レーニン以前から、ニコラエヴィチの自由教育に向けての運動によってウリヤノフ家はロシア革命に貢献していた」と評価している。1871年には公立学校の監督官としてチュヴァシ語で学ぶ事ができる公立学校を設立して、ロシア語が使えないチュヴァシ人にも教育機会を与える努力をした。同様にモルドヴィン人、タタール人の為の公立学校も設立して、帝国内の少数民族が学問を学ぶ上での不利を是正した。

## 子供達への影響
貴族の地位に甘んじず奴隷や貧困といった階級問題を子供達に伝える努力を惜しまなかった。父の影響により生じたレーニン（次男ウラジーミル）ら子供達の価値観はより貧しい階級や異民族への同情と、階級制度への嫌悪を育むことになる。事実、1歳で早世した次女オルガ・イリイチナ・ウリヤノヴァ、19歳の若さで早世した三女オルガ・イリイチナ・ウリヤノヴァ（姉と同名）、生まれた年に亡くなった三男ニコライ・イリイチ・ウリヤノフの3人の子供達を除けば、レーニンを含むウリヤノフ兄弟姉妹5人全員が革命家の道を選んでいる。

## 子孫

### 子女
- 長女 アンナ・イリイチナ・ウリヤノヴァ（英語版）（1864年8月14日 - 1935年10月19日）
- 長男 アレクサンドル・イリイチ・ウリヤノフ（1866年 - 1887年） ：動物学者。サンクトペテルブルク大学で動物学を専攻していたが、皇帝暗殺未遂事件の関与を疑われて処刑される。
- 次女 オルガ・イリイチナ・ウリヤノヴァ（1868年 - 1869年7月18日）：早世。
- 次男 ウラジーミル・イリイチ・ウリヤノフ（1870年 - 1924年）：カザン大学在籍中、反王党派運動に加わる。後にウラジーミル・レーニンの偽名を用いて活動する。
- 三女 オリガ・イリイチナ・ウリヤノヴァ（1871年11月4日 - 1891年5月8日）：腸チフスで19歳で死去。
- 三男 ニコライ・イリイチ・ウリヤノフ（1873年 - 1873年）：幼児期に早世。
- 四男 ドミトリー・イリイチ・ウリヤノフ（1874年 - 1943年）：医学者。モスクワ大学で医学を修めた後、医師として活動しながら2人の兄の運動に加わる。彼の子孫のみがイリヤの子孫として、現在まで続いている。
- 四女 マリヤ・イリイチナ・ウリヤノヴァ（1878年2月6日 - 1937年6月12日）

### 義理の孫
- ゲオルギー（1906年 - 1972年）：長女アンナとその夫マルク（1863年 - 1919年3月10日、55歳で死去）の義理の息子（養子）。イリヤの義理の孫。

### 実の孫
- オリガ（オルガ)・D・ウリヤーノワ（1922年3月4日 - 2011年3月25日）：四男ドミトリーが後妻アレクサンドラ・フョードロヴナ・カルポワ（1883年 - 1956年）との間に儲けた娘。アレクセイ・ニコラエヴィチ・マリツェフと結婚。
- さらに、ドミトリーは愛人Erdokia Mikhailorna Chervyakova（1893年 - 1977年）との間に非嫡子の男子・ビクター・D・ウリヤノフ（1917年 - 1984年）を儲けている。

### 曾孫
- 孫のオリガはアレクセイ・マリツェフと結婚。2人の間にはナデジダという1人の娘がおり、イリヤから見れば曾孫にあたる。
- 非嫡子の男子・ビクターには、妻ヴィクトリアとの間にウラジーミル（1940年生）とメアリー（1943年生）という2人の子女がおり、この2人もイリヤの曾孫にあたる。

### 玄孫
- 孫オリガとその夫アレクセイの娘ナデジダにエレナという娘がいる。
- 曾孫・ウラジーミルにはナデジダという娘がいる。
- 曾孫・メアリーにはアレクサンドルという息子がいる。

### 来孫
- 玄孫・アレクサンドルにはエフゲニー（1989年生）、フョードル・アレクサンドロヴィチ（2006年生）という2人の息子がおり、2人はイリヤの来孫にあたる。

四男・ドミトリーの子孫はウリヤノフ家唯一（次男・ウラジーミル・レーニンとの血縁関係を現在に繋いでいる）の子孫である。

## 参考書籍
- ドミトリー・ヴォルコゴーノフ著「レーニンの秘密」（上巻）